# Mendham (Suffolk)
Mendham is een civil parish in het bestuurlijke gebied Mid Suffolk, in het Engelse graafschap Suffolk met 451 inwoners.
Een bekende inwoner van Mendham is PDC-darter Peter Wright.